# Paul Claudon
Paul Jean Joseph Claudon (* 5. September 1919 in Pont-à-Mousson; † 5. Juli 2002 in Paris) war ein französischer Filmproduzent.

## Leben
Claudon kam 1944 zum Film und spezialisierte sich auf Filmkomödien. Mit seiner Filmgesellschaft Comptoir artistique de production et d’administration cinématographique (CAPAC), die ihren Sitz in Paris hatte, realisierte er ab 1947 Komödien unter anderem von Pierre Étaix, Yves Robert und Bertrand Blier. Für den 1974 erschienenen Kurzfilm …les borgnes sont Rois von Edmond Séchan wurde Claudon als Produzent 1975 mit einem Oscar in der Kategorie Bester Kurzfilm ausgezeichnet. Gelegentlich trat er auch in kleinen Rollen beim Film auf, so in Yves Roberts Der Zwilling (1984).
Claudon war bei den Internationalen Filmfestspielen Berlin 1971 und den Internationalen Filmfestspielen von Cannes 1979 Mitglied der Jury.

## Filmografie
- 1947: Rumeurs
- 1952: Les femmes sont des anges
- 1953: Capitaine Pantoufle
- 1959: Die Gans von Sedan
- 1961: Rupture
- 1962: Le haricot
- 1962: Heureux Anniversaire (Heureux anniversaire)
- 1962: Auf Freiersfüßen (Le soupirant)
- 1965: Yoyo, der Millionär (Yoyo)
- 1965: La communale
- 1966: Meine Nerven, deine Nerven (Tant qu’on a la santé)
- 1968: Pour un amour lointain
- 1969: Wahre Liebe rostet nicht (Le grand amour)
- 1969: La pince à ongles
- 1969: Der Schweinestall (Porcile)
- 1971: Eine tierische Verbindung (L’alliance)
- 1971: Pays de cocagne
- 1973: Ras le bol
- 1974: Die Ausgebufften (Les valseuses)
- 1974: …les borgnes sont Rois
- 1974: La face Nord
- 1974: Bonne présentation exigée
- 1975: Le bol d’air
- 1976: Alte Damen morden gründlich (Les grands moyens)
- 1978: Frau zu verschenken (Préparez vos mouchoirs)
- 1981: Schatz, das ist ein starkes Stück (Le roi des cons)
- 1982: Tête à claques
- 1983: La scarlatine
- 1984: Le joli cœur
- 1986: Känguruh Komplex – Der Mann mit dem Babytick (Le complexe du kangourou)
- 1987: Le moustachu
- 1989: Der Preis der Freiheit (Force majeure)
- 1990: Feu sur le candidat
- 1992: Tableau d’honneur
- 1993: Ein Schluck mit Folgen (Coup de jeune)
- 1994: Angelas Rache (Elles n’oublient jamais)
- 1998: Ça reste entre nous